# Xã Lowell, Quận Cherokee, Kansas
Xã Lowell (tiếng Anh: Lowell Township) là một xã thuộc quận Cherokee, tiểu bang Kansas, Hoa Kỳ. Năm 2010, dân số của xã này là 675 người.